# 1968 год в истории железнодорожного транспорта
1968 год в истории железнодорожного транспорта

## События
- В СССР начинает применяться система дистанционной защиты «Сейма-2».[1]
- В Орджоникидзе открыта Малая Северо-Кавказская железная дорога имени В. В. Терешковой.

## Новый подвижной состав
- В ЧССР на заводах Škoda начался выпуск электровозов серии 499.0.
- В Швеции на заводах компаний NOHAB и KVAD начался выпуск тепловозов серии Т 44.
- Во Франции на заводах компаний Alstom и SACM начался выпуск тепловозов серии СС 72100.
- В США на заводах компании General Electric начался выпуск тепловозов серии GE U23C.
- В ЧССР на заводах ЧКД начался выпуск тепловозов серии 753.

## Персоны

### Скончались

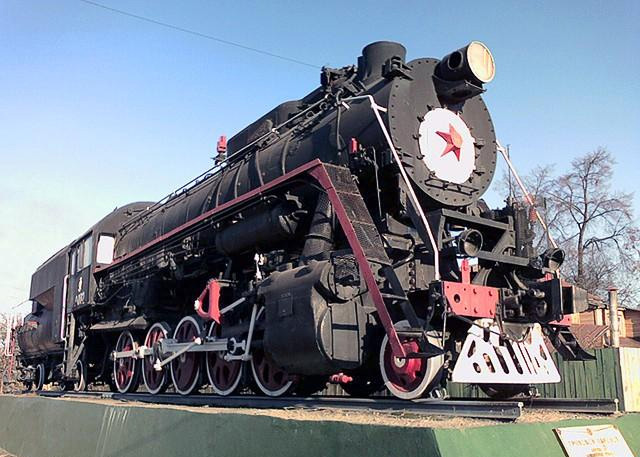
Паровоз серии Л, созданный Лебедянским и названный в честь него

- 30 января — умер Лев Сергеевич Лебедянский, выдающийся советский инженер-локомотивостроитель. Под его руководством и с его участием были созданы различные типы паровозов, тепловозов и газотурбовозов.